# Antidopaminergique
Un antidopaminergique est une substance, pouvant être utilisée comme médicament, qui bloque la transmission de la dopamine, 
Elles font partie des antagonistes adrénergiques ou adrénolytiques qui s’opposent d’une manière compétitive aux effets des catécholamines. On parle aussi d'antagonistes des récepteurs de la dopamine.
Ces récepteurs peuvent être centraux (dans le cerveau) ou périphériques et sont très comparables. Dès lors la différence d'action et d'emploi des antidopaminergiques dépend surtout de leur capacité à passer la barrière hémato-encéphalique.
Les antidopaminergiques d'action périphérique sont (étaient) essentiellement employés comme antiémétiques et stimulants de la motricité digestive (exemple : dompéridone, métoclopramide, métopimazine). Les antidopaminergiques centraux sont essentiellement des neuroleptiques et antipsychotiques leur action s'exerçant plus précisément à l'encontre des récepteurs D2, l'un des 4 types de récepteur (phénothiazines, butyrophénones).
À côté de leurs effets bénéfiques recherchés, l'emploi des antidopaminergiques est source d'effets secondaires indésirables comme des syndromes extrapyramidaux, le
syndrome neuroleptique malin, l’hyperprolactinémie et des dysfonctions cognitives et affectives.